# Курковское Поле
Курковское Поле — урочище у озёр Онучино, Большое Мелкое и Кудельное в Кировском районе города Уфы на месте исчезнувших хутора и усадьбы дворян Курковских.

## История
Хутор Курковский находился в Нагаевской волости на берегу озера Онучино, по просёлочной дороге лесничество Зауфимское — Кордон № 2 — Кордон № 6 — Жилино, и относился к деревне Елкибаево.
Принадлежал Михаилу Васильевичу Курковскому. Его сын, ветеринарный врач, Григорий Курковский, на заседании Уфимской городской думы 22 октября 1918 года избран Уфимской городской Головой, впоследствии, последним, и репрессирован в 1925 году.
На карте Уфимской губернии 1912 года значится как М. В. Курковский.
В 1920 году по переписи числилось 7 хозяйств численностью 33 человека латышей и 5 хозяйств численностью 32 человека русских Общества Элкибаевского.
На топографической карте окрестностей Уфы 1945 года населённый пункт не обозначен.